# Roary, a versenyautó
A Roary, a versenyautó (eredeti cím: Roary the Racing Car) 2007-től 2010-ig futott brit televíziós 3D-s számítógépes animációs sorozat, amelynek alkotója David Jenkins volt. Az animációs sorozatot Tim Harper rendezte, a producere Keith Chapman volt. Az Egyesült Királyságban a Channel 5 vetítette, az Egyesült Államokban a PBS Kids Sprout sugározta, Magyarországon a Minimax, a TV2 és a JimJam adta.

## Ismertető
A sorozat főhőse Roary, egy örökké nyüzsgő, néha szemtelen, energikus, együléses kisautó. Kíváncsiságával sokszor bajba keveri magát, ám motorházteteje alatt rejtőzködő kicsi, króm szíve mindenkor visszairányítja őt a helyes útra.

## Szereplők

### Járművek
- Roary
- Maxi
- Sudri / Drifter
- Toto / Bádog
- Sissi
- Dönci
- Heli
- Rozsdás
- Furgi
- James
- Robi

### Emberek
- Kristóf
- Marsha
- Mr. Carburetto
- Zöld gazda
- Pete rendőr

### Állatok
- Füles
- Vakesz
- Omar

## Magyar hangok
- Németh Kriszta – Roary
- Bodrogi Attila – Kristóf
- Vári Attila – Maxi
- Haagen Imre  – Sudri
- Gyurity István – Toto
- Szinovál Gyula – Vakesz
- Roatis Andrea,Sánta Annamária – Marsha
- Vándor Éva – Sisi
- Forgács Gábor – Mr. Carburetto
- Kapácsy Miklós – Rozsdás
- Végh Ferenc – Zöld gazda
- Gubányi György István – Füles
- Maday Gábor – Dönci
- Némedi Mari – Mr.Carburetto anyukája
- Csankó Zoltán – Narrátor

## Epizódlista
| #   | Eredeti cím                  | Angol cím                  |
| --- | ---------------------------- | -------------------------- |
| 1.  | Roary első napja             | Roary's First Day          |
| 2.  | Omár, a bajnok               | Roary Slips Up             |
| 3.  | Kristóf és a zászlók         | Big Chris Flags It Up      |
| 4.  | Sürgős szállítmány           | Express Delivery           |
| 5.  | Irány a strand               | Roary's Day at the Seaside |
| 6.  | Roary repül                  | Roary Takes Off            |
| 7.  | Sziszi, a bűnbak             | Cici Takes the Blame       |
| 8.  | A bajnokok szendvicse        | Big Chris' Big Workout     |
| 9.  | Füles bosszút áll            | Flash Flips Out            |
| 10. | A tanúsítvány                | Rusty Remembers            |
| 11. | A verseny nyerő spéci benzin | Easy on the Fuel           |
| 12. | A néma adóvevő               | Communication Breakdown    |
| 13. | Hová lett a kézikönyv        | Blue Light Job             |
| 14. | Dönts végre Roary            | Make Your Mind Up Roary    |
| 15. | Roary, a garázsmester        | Workshop Roary             |
| 16. | Totó ragyog                  | Tip Top Tin Top            |
| 17. | A félelmetes alagút          | Tunnel Vision              |
| 18. | Vakesz zenél                 | Molecom Makes Music        |
| 19. | Roary eltűnik                | Roary Goes Missing         |
| 20. | Mamma Mia                    | Mama Mia                   |
| 21. | Szóljon a zene               | Surround Sound             |
| 22. | Dönci tettre kész            | Plugger's on the Case      |
| 23. | Kristóf repülni tanul        | Big Chris Learns To Fly    |
| 24. | Opera a garázsban            | Musical Mayhem             |
| 25. | A megszegett ígéret          | Braking Promises           |
| 26. | Rejtett kincsek              | Secret Treasures           |
| 27. | Jég a pályán                 | Roary on Thin Ice          |
| 28. | Az egyedi esőlé              | Out of Juice               |
| 29. | Sudri utolsó napja           | Drifter's Last Day         |
| 30. | Korai ébresztő               | Roary's Wake Up Call       |